# Signifer

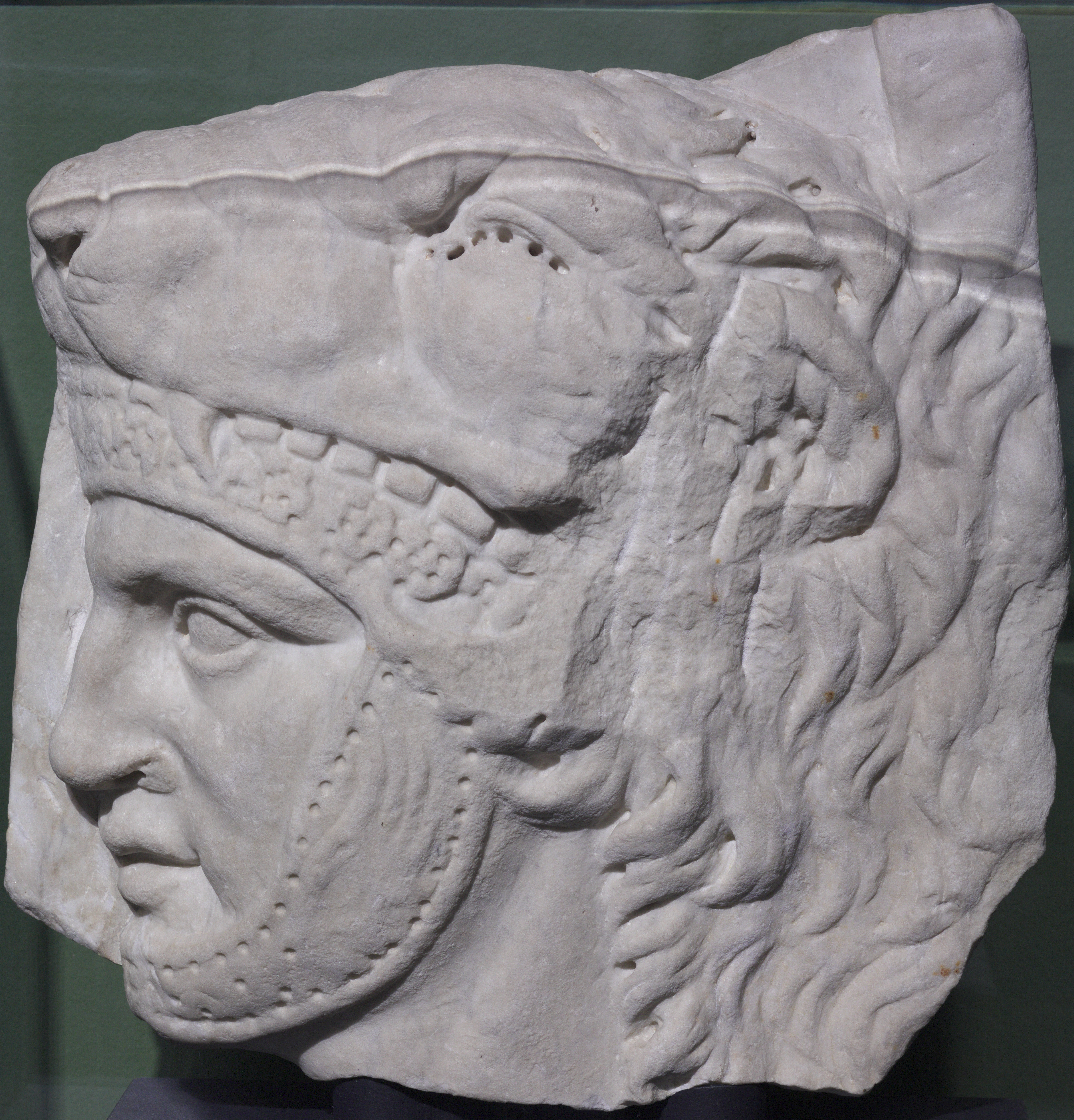
Signifer coiffé d'une peau de lion, relief fragmentaire du IIe siècle — Musée des Beaux-Arts de Boston.

Le mot signifer, ou signiferi (au pluriel), désigne durant l'antiquité le porteur d'un « signum »  dans l'armée romaine. Celui-ci avait le statut de sous-officier, et tous les signiferi d'une légion se réunissaient dans le camp au même endroit et gardaient le trésor. Un signifer se distinguait par le port d'une tête de fauve par-dessus son casque.
Durant l'époque dite manipulaire, il y en avait un par manipule, puis après la réforme de Caius Marius il y en eut un pour chaque cohorte et pour chaque centurie d'une légion.
Tous les porteurs d'étendard et de drapeaux portaient ce nom avant l'époque manipulaire, puis « signum » ne désigna plus que le symbole d'une unité, les autres porteurs recevant ensuite des noms particuliers pour chaque étendard.

## Terminologie
Signifer est un mot formé à partir du verbe ferre, « porter », et du nom signum, « enseigne ». Ce dernier terme a progressivement pris de nombreux sens liés à l’importance des enseignes, par exemple son pluriel signa peut également vouloir dire « les troupes » ou « l’armée ».

## Statut
Le porte-étendard est un sous-officier appartenant à la catégorie des principales, avec une solde moyenne comprise entre une fois et demi et deux fois celles d’un simple légionnaire. Certains d’entre eux sont supérieurs en rang à l’optio, bien que le manque de sources ne permet pas d’être certain que ce soit toujours le cas. Les porte-étendards sont en effet eux-mêmes hiérarchisés en fonction de l’enseigne dont ils sont porteurs. La taille de l’unité joue un rôle prépondérant, les porteurs des enseignes de la légion entière, comme l’aquilifer ou l’imaginifer, étant placé plus haut dans la hiérarchie que ceux des unités subalternes comme le signifer cohortis ou le draconarius,.
Le recrutement des porte-enseigne se fait directement au sein des légionnaires du rang. Les élus doivent toutefois s’être fait remarquer par une grande bravoure au combat et il semble que les critères aient requis d’avoir reçu au moins une récompense. Du fait de leurs devoirs administratifs, ils devaient également savoir lire, écrire et compter. Ils sont généralement promus dans la fonction, devant porte-enseigne d’unités de plus en plus grandes jusqu’à atteindre le rang suprême d’aquilifer. Toutefois la promotion à d’autres fonction est également possible : comme l’optio, le porte-enseigne peut ainsi espérer devenir centurion.

## Fonctions

### Fonction religieuse
Les enseignes étant l’incarnation des divinités protectrices de la légion, elles font l’objet des mêmes soins que les idoles placées dans les temples. Les porte-enseigne en sont ainsi les gardiens : ils veillent sur elles, les oignent d’onguents et les décorent de guirlandes de fleurs.

### Fonction militaire
Au combat, le porte-enseigne joue un rôle crucial dans la coordination des manœuvres : placé à proximité des officiers, c’est en effet lui qui transmet leurs ordres à l’ensemble de l’unité par les mouvements de son enseigne. Il a également une importance vitale dans le maintien de la cohésion de l’unité, la ligne de bataille pouvant raidement se désorganiser en son absence.
Pour pouvoir remplir son rôle il est indispensable que l’enseigne demeure bien visible de toute l’unité en toute circonstance. Cela implique que son porteur soit au premier rang de la ligne de bataille, et donc très exposé à l’ennemi. Le risque est d’autant plus grand que certains commandants mettent volontairement les enseignes en danger pour inciter leurs troupes à aller de l’avant, en prenant le pari que les légionnaires feront tout leur possible pour empêcher l’ennemi de s’en emparer. Parfois, ce sont les porte-enseigne eux-mêmes qui se mettent volontairement en danger pour motiver leurs camarades, par exemple lorsque l’aquilifer de la dixième légion de César s’élance seuls vers les Bretons pour forcer les légionnaires à débarquer alors que ceux-ci hésitent en raison de la profondeur de l’eau.

### Fonction administrative
Outre celle des enseignes, les porte-enseigne ont également la garde des économies de leurs camarades. Les sommes impliqués peuvent être considérables, étant donné que Domitien en limite le montant à mille sesterces par légionnaire.

## Équipement
Jusqu’à la fin de la République, la tenue des porte-enseigne ne semble pas s’être distinguée de celles des autres légionnaires ou, à tout le moins, cela n’apparaît pas dans l’iconographie. Ce n’est qu’à partir du règne d’Auguste que celle-ci commence à montrer des porte-enseigne avec des traits distinctifs, même si leur introduction pourrait être un peu antérieure étant donné que certaines scènes dépeignent des événements de l’époque de Jules César.
L’élément de la tenue des porte-enseigne romains qui est devenue la plus iconique est la peau d’animal. Il s’agit d’un des premiers traits distinctif à apparaitre, au plus tôt à l’époque de César, même si c’est surtout à partir du Ier siècle que l’usage se répand, avant de tomber en désuétude après le IIe siècle. Les animaux utilisés sont des prédateurs et l’objectif est, d’après Végèce, d’effrayer l’adversaire. Dans l’iconographie impériale, les peaux de lion sont associées à la garde prétorienne, tandis que l’ours et le loup sont utilisés dans les légions. La peau couvre le dos, les épaules et, la plupart du temps, la tête du porte-enseigne, avec souvent les pattes avant croisées sur sa poitrine.
Le port du casque sous la peau d’animal n’est pas systématique, même s’il est fréquent. Les modèles utilisés sont généralement ceux en usage au même moment dans la légion, bien que certains montrent des particularités comme l’absence de protège-joues. Certains porte-enseigne du Ier siècle portent également un masque en fer couvrant tout le visage. Les armures apparaissant dans l’iconographie sont de modèles très variables et correspondent souvent eux-aussi à ceux en usage chez les légionnaires. Il semble toutefois que les porte-enseignes portent généralement des armures plus légères : il existe des occurrences de cuirasse musculaire et de lorica segmentata, mais proportionnellement moins nombreux que celles de lorica hamata et plumata. Ces dernières sont particulièrement fréquentes chez les aquiliferi et les porte-enseigne de la garde prétorienne, bien que cela ne soit pas non plus une constante,. Les porte-enseigne ne semblent pas avoir utilisé le scutum, mais plutôt des modèles de boucliers plus petits, comme la parma. Il semble qu’à la fin du IVe siècle, les porte-enseigne aient pris l’habitude de ne plus porter d’armure, Végèce critiquant vertement cette pratique.
L’armement des porte-enseigne est le même que celui des légionnaire, à savoir le gladius, auquel s’ajoute parfois un poignard, dit pugio. De même que pour les légionnaires, le gladius cède ultérieurement la place à la spatha ou, plus rarement, à la semi-spatha. À la fin du Bas-Empire apparaissent également la hache et du marteau. Il est également possible que l’enseigne elle-même, en particulier les modèles dotés d’un fer de lance, ait pu servir d’arme.
Le reste de la tenue diffère également peu de celle des légionnaires, si ce n’est une la fréquence plus élevé du port de capes de type lacerna ou sagum. À l’instar des centurions, certains portent sur la poitrine un harnais sur lequel sont accrochées les décorations qu’ils ont reçu en récompense d’actes de bravoure.